# Полнолуние

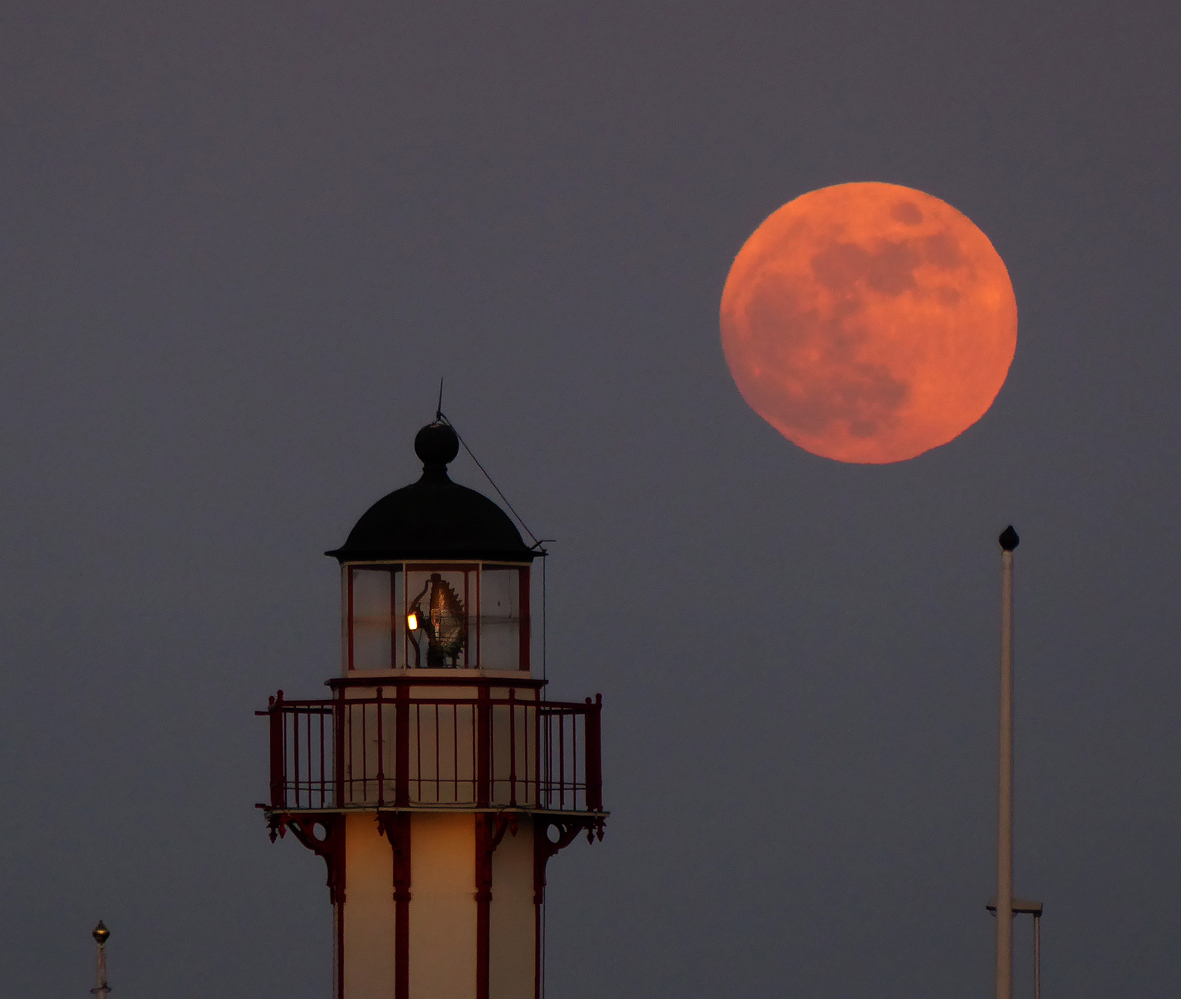
Восход полной Луны над маяком. Истад, Швеция, 11 февраля 2017

Полнолу́ние (лат. Luna plena, plenilunium) — фаза Луны, при которой её элонгация {\displaystyle \varepsilon _{\text{🌙}}} составляет 180°. Это означает, что плоскость, проведённая через Солнце, Землю и Луну, перпендикулярна плоскости эклиптики. Если все три объекта находятся на одной линии, происходит лунное затмение. Луна в полнолунии имеет вид полностью освещённого круга.
В астрономии момент полнолуния рассчитывается с очень высокой точностью. В быту «полнолунием» называют обычно период нескольких суток, в течение которых Луна визуально почти не отличается от полной.
Во время полнолуния в течение нескольких часов может происходить так называемый «оппозиционный эффект», заметный рост яркости диска, несмотря на его неизменные размеры. Эффект объясняется полным исчезновением для земного наблюдателя теней на поверхности Луны (и некоторыми другими причинами). Максимальный блеск Луны во время полнолуния составляет −12,7m.

## Вавилонский календарь
У вавилонян каждые 7-й, 14-й, 21-й и 28-й дни лунного месяца считались «плохими», днями отдыха божества, когда царю не рекомендовалось совершать определённые действия (есть хлебные лепёшки с мясом, нарядно одеваться, делать возлияние божествам, пользоваться колесницей, выносить решения и приговоры), а врачу запрещалось лечить больных. 15-й день месяца назывался словом шапатту. Ha этом основании полагают, что вавилоняне имели лишь одну субботу (шаббат) в месяце, связанную с 15-м числом, с днём полнолуния.
Полнолуние осеннего лунного месяца являлось Новым годом, посвящённым божеству Сикуту.
Полнолуние (йерах) также было первым днём лунного месяца.